# 1878 en mathématiques
| Années des mathématiques : 1875 - 1876 - 1877 - 1878 - 1879 - 1880 - 1881    |
| Décennies des mathématiques : 1840 - 1850 - 1860 - 1870 - 1880 - 1890 - 1900 |

Cet article présente les faits marquants de l'année 1878 en mathématiques.

## Évènements
- Le mathématicien britannique William Allen Whitworth (en) pose le problème du scrutin[1].

## Publications
- Revue américaine de mathématique (American Journal of Mathematics) fondée à Baltimore par l’anglais James Joseph Sylvester.

## Naissances
- 1er janvier : Agner Krarup Erlang (mort en 1929), mathématicien danois.

- 24 février : Felix Bernstein (mort en 1956), mathématicien allemand.
- 28 février : Pierre Fatou (mort en 1929), mathématicien et astronome français.
- 2 avril : Edward Kasner (mort en 1955), mathématicien américain.
- 9 avril : Marcel Grossmann (mort en 1936), mathématicien hongrois.
- 7 mai : Louis Kollros (mort en 1959), mathématicien suisse.
- 15 mai : Anna Cartan (morte en 1923), mathématicienne française.
- 19 juin : Adolphe Bühl (mort en 1949), mathématicien et astronome français.
- 21 juin : Filip Filipović (mort en 1938), mathématicien et homme politique serbe et yougoslave.
- 26 juin : Leopold Löwenheim (mort en 1957), mathématicien allemand.
- 2 septembre : Maurice René Fréchet (mort en 1973), mathématicien français.
- 10 octobre : Giuseppe Marletta (mort en 1944), mathématicien italien.
- 13 novembre : Max Dehn (mort en 1952), mathématicien allemand.

## Décès
- 19 janvier : Achille Brocot (né en 1817), horloger et mathématicien amateur français.
- 26 février : Juan María Gutiérrez (né en 1809), mathématicien, écrivain et homme politique argentin.
- 25 mai : Andreas von Ettingshausen (né en 1796), mathématicien allemand.
- 19 juillet : Yegor Ivanovich Zolotarev (né en 1847), mathématicien russe.
- 6 novembre : Carl Anton Bretschneider (né en 1808), mathématicien allemand.